# Pieve di Sant'Elena a Rincine
La pieve di Sant'Elena a Rincine si trova nel paese di Rincine, frazione del comune di Londa.
Ricordata nel 1274 e nel 1299 tra le chiese dipendenti dalla pieve di San Detole, la chiesa deve il suo titolo ad una tradizione secondo la quale l'imperatrice Elena, madre di Costantino, si ritirò in penitenza in questi luoghi. Divenuta prioria nel 1532 e notevolmente rimaneggiata verso la fine di quel secolo, fu elevata a dignità di pieve nel 1719. Un restauro eseguito nel 1990 ne ha rimesso in luce le strutture medievali.
La facciata a capanna presenta un unico ingresso con portale sormontato da archivolto medievale. L'interno, ad un'unica navata chiusa dal vano absidale e coperta a capriate lignee a vista, conserva una terracotta invetriata attribuita a Benedetto Buglioni, raffigurante la Madonna col Bambino e quattro santi.